# Straight Up (canción de Paula Abdul)
«Straight Up» es una canción grabada por la cantante estadounidense Paula Abdul de su álbum de estudio debut, Forever Your Girl, que alcanzó el número uno en el Billboard Hot 100 y atrajo su amplia atención pública. Fue escrito y producido por Elliot Wolff.
La canción es una canción de baile de medio tiempo. El libro This Is Your Brain on Music de Daniel J. Levitin elogia la canción como "sosteniendo un cierto atractivo sobre muchos, muchos escuchas".

## Historia
Paula Abdul dijo en un video de YouTube que su madre encontró esta canción para ella. Ella dice que su madre conocía a alguien cuyo novio era un compositor de canciones aspirante, y obtuvo «Straight Up» como una demo de 8 pistas. La versión de demostración era tan mala que la madre de Paula estaba «llorando de risa» y la tiró a la basura. Pero Paula escuchó algo que le gustaba y la recuperó. En ese momento ella era una coreógrafa de tiempo completo, y por su lado, a altas horas de la noche estaba grabando música. 
La discográfica no creía que la canción fuera buena. Pero Paula hizo un trato con ellos de que grabaría dos canciones que querían, lo que no le gustaba, si la dejaban hacer «Straight Up». La canción fue grabada a un costo de $3,000 dólares. Más tarde, un amigo suyo le dijo que alguien con su mismo nombre estaba siendo emitida en una estación de radio del norte de California. «Literalmente, en 10 días, vendí un millón de copias». La canción se grabó originalmente en un baño, y en los masters de la grabación, se puede escuchar a alguien en el apartamento contiguo gritando «Cállate».
«Straight Up» fue el tercer sencillo lanzado de su álbum debut Forever Your Girl, después de «Knocked Out» y «(It's Just) The Way That You Love Me». Mientras este último disfrutaba de éxito en las listas de R&B, la estación de radio KMEL en San Francisco comenzó a reproducir "Straight Up" del álbum. La discográfica decidió abandonar «(It's Just) The Way That You Love Me» y reenfocar su atención en «Straight Up». La estrategia valió la pena, ya que «Straight Up» fue seguido por otros tres éxitos número uno del mismo álbum.
Una de las versiones de 12" pulgadas fue remezclada por los «Powermixers» de Los Ángeles, Chris Modig y Boris Granich, conocidos por sus mezclas Power especiales en Power 106 durante la década de 1980.

## Composición
«Straight Up» se interpreta en la tonalidad de Re menor con un ritmo de mezcla de 96 pulsaciones por minuto en tiempo común y una progresión de acordes de Dm–B♭–Gm–Am. Las voces de Abdul abarcan desde el la3 hasta el do5 en la canción.

## Rendimiento comercial
Después de debutar en el puesto 79 en la lista del Billboard Hot 100 la semana del 3 de diciembre de 1988, el sencillo rápidamente subió en el gráfico, llegando al número 13 hasta el 21 de enero de 1989. En última instancia, pasó tres semanas en la parte superior de la lista Billboard Hot 100 a partir del 11 de febrero de 1989. Fue certificada por la RIAA como Platino con ventas de más de un millón de unidades. Alcanzó el número tres en el Reino Unido y Alemania.

## Video musical
La canción se hizo tan popular que ascendió por las listas antes de que un video musical incluso se hubiera filmado para la canción. El video en blanco y negro, dirigido por David Fincher y coreografiado por Paula a mediados de enero de 1989, ganó cuatro premios MTV Video Music Awards en 1989 por Mejor video femenino, Mejor montaje, Mejor coreografía y el primer Mejor video de baile. El video presenta una aparición especial del amigo de Paula, el comediante Arsenio Hall, cuyo popular programa de entrevistas se estrenó unas semanas antes del video. Djimon Hounsou también hizo una aparición especial. Lanzado más tarde ese mes, el video en ese momento entró en una rotación muy pesada en MTV, y también hizo que Abdul fuera conocida por sus videos excepcionalmente creativos y distintos.

## Lista de canciones y formatos

### Sencillo de 12"; 3"/Sencillo en CD de 5"
1. «Straight Up» - 12" remix 6:53
2. «Straight Up» - Power mix 3:05
3. «Straight Up» - House mix 7:10 on 3", remix fades at 5:13
4. «Straight Up» - Marley Marl mix 6:48 on 3", remix fades at 4:48

NB: el sencillo de 12" de Reino Unido y ambos sencillos de CD cuentan con versiones más cortas de las últimas tres mezclas, como se enumeran a continuación:
Ultimix de 7"

a. «Straight Up»-ultimix 6:53

b. «Opposites Attract»-1990 mix 6:49

### Mezclas oficiales
- Versión del álbum 4:10
- Edición de 7" / versión de sencillo 3:51 - Elliot Wolff/Keith Cohen; versión editada del álbum
- Remiz de 12" 6:54 - Elliot Wolff/Keith Cohen; versión extendida del álbum
- Power mix 5:36/4:57/3:01 - Boris Granich/Christer Modig; lanzado en varias ediciones diferentes
- House mix 7:10/5:13 – Kevin Saunderson/Ben Grosse; la versión más corta se desvaneció temprano
- Marley Marl mix 6:38/4:40 - Marley Marl; la versión más corta se desvaneció temprano
- Ultimix 6:55 – Les Massengale/Bradley Hinkle
- Razormaid! remix 8:29 – Dave Bareither

## Rendimiento en listas
En los Estados Unidos, «Straight Up» alcanzó el lugar número uno en el Billboard Hot 100 el 11 de febrero de 1989, donde se mantuvo durante tres semanas consecutivas. "Straight Up" fue uno de los sencillos más populares de R&B y dance-pop de todo el año, permaneciendo en el Top 10 durante siete semanas, en el Top 20 durante nueve semanas y en el Top 40 durante dieciséis semanas. Finalmente se ubicó como el cuarto éxito más grande del año en la lista de fin de año de Billboard para 1989. El éxito de «Straight Up» catapultó el álbum Forever Your Girl a los primeros 20 en la lista de álbumes. Dos éxitos más del número uno del álbum lo impulsaron aún más en el top 5, donde permaneció antes de que finalmente llegara al número 1 en octubre, después de 64 semanas de récord en el mercado.
El sencillo fue un éxito mundial, llegando a los diez primeros en muchos mercados de música en todo el mundo. Además de encabezar las listas en los Estados Unidos, el sencillo también llegó a la cima en Noruega y Canadá. Alcanzó el número 3 en el Reino Unido, Suiza, Alemania y los Países Bajos. También llegó al número 8 en Austria, al número 5 en Bélgica y al número 2 en Suecia. En Francia, el sencillo se quedó corto de los diez primeros, alcanzando el número 12. En Oceanía, el sencillo recibió un éxito mixto. La canción no llegó a los veinte mejores en Australia, alcanzando el número 27. En Nueva Zelanda, sin embargo, el sencillo salió mucho mejor, alcanzando el número 6.
| Lista (1988-1989)                      | Posición más alta |
| -------------------------------------- | ----------------- |
| Alemania (Offizielle Deutsche Charts)  | 3                 |
| Australia (ARIA)                       | 27                |
| Austria (Ö3 Austria Top 40)            | 8                 |
| Bélgica (Flandes) (Ultratop 50)        | 5                 |
| Canadá (RPM Top Singles)               | 2                 |
| Estados Unidos (Billboard Hot 100)     | 1                 |
| Estados Unidos (Hot Dance Club Songs)  | 3                 |
| Estados Unidos (Hot R&B/Hip-Hop Songs) | 2                 |
| Estados Unidos (Adult Contemporary)    | 39                |
| Francia (SNEP)                         | 12                |
| Nueva Zelanda (Recorded Music NZ)      | 6                 |
| Noruega (VG-lista)                     | 1                 |
| Países Bajos (Dutch Top 40)            | 2                 |
| Reino Unido (UK Singles Chart)         | 3                 |
| Suecia (Sverigetopplistan)             | 2                 |
| Suiza (Schweizer Hitparade)            | 3                 |
| Lista (2015)                           | Posición más alta |
| Polonia (Polish Airplay Top 100)       | 69                |

| Lista (1989)                       | Posición |
| ---------------------------------- | -------- |
| Canadá (RPM Top Singles)           | 25       |
| Estados Unidos (Billboard Hot 100) | 4        |
| Nueva Zelanda                      | 9        |
| Reino Unido (UK Singles Chart)     | 31       |

| País                                                             | Certificación | Ventas     |
| ---------------------------------------------------------------- | ------------- | ---------- |
| Canadá (Music Canada)                                            | Oro           | 5,000^     |
| Estados Unidos (RIAA)                                            | Platino       | 1,000,000^ |
| Reino Unido (BPI)                                                | Plata         | 200,000^   |
| ^ cifras de envíos sobre la base de la certificación por sí sola |               |            |

| País           | Fecha                   |
| -------------- | ----------------------- |
| Estados Unidos | 22 de noviembre de 1988 |
| Reino Unido    | 6 de marzo de 1989      |